# Discografia dei Dokken
La seguente è una discografia comprensiva del gruppo musicale statunitense Dokken.

## Album

### Album in studio
| Anno | Titolo | Classifiche | Classifiche | Classifiche | Classifiche | Classifiche | Classifiche | Classifiche | Certificazioni |
| Anno | Titolo | US          | CAN         | FIN         | JPN         | SWE         | SWI         | UK          | Certificazioni |
| ---- | --- | ----------- | ----------- | ----------- | ----------- | ----------- | ----------- | ----------- | -------------- |
| 1983 | Breaking the Chains - Pubblicato il 18 settembre 1983 - Etichetta: Elektra Records - Formati: LP, CD, MC                | 136         | –           | –           | –           | –           | –           | –           |                |
| 1984 | Tooth and Nail - Pubblicato il 13 settembre 1984 - Etichetta: Elektra Records - Formati: LP, CD, MC                     | 49          | –           | –           | –           | –           | –           | –           | - US: Platino  |
| 1985 | Under Lock and Key - Pubblicato il 22 novembre 1985 - Etichetta: Elektra Records - Formati: LP, CD, MC                  | 32          | 95          | –           | 56          | –           | –           | –           | - US: Platino  |
| 1987 | Back for the Attack - Pubblicato il 27 novembre 1987 - Etichetta: Elektra Records - Formati: LP, CD, MC                 | 13          | 25          | 18          | 21          | 19          | 25          | 96          | - US: Platino  |
| 1995 | Dysfunctional - Pubblicato il 23 maggio 1995 - Etichetta: Columbia Records - Formati: CD, MC                            | 47          | –           | –           | –           | –           | –           | –           |                |
| 1997 | Shadowlife - Pubblicato il 15 aprile 1997 - Etichetta: CMC International - Formati: CD, MC                              | 146         | –           | –           | –           | –           | –           | –           |                |
| 1999 | Erase the Slate - Pubblicato il 15 giugno 1999 - Etichetta: CMC International - Formati: CD                             | –           | –           | –           | –           | –           | –           | –           |                |
| 2002 | Long Way Home - Pubblicato il 23 aprile 2002 - Etichetta: Sanctuary Records - Formati: CD                               | –           | –           | –           | –           | –           | –           | –           |                |
| 2004 | Hell to Pay - Pubblicato il 13 luglio 2004 - Etichetta: Sanctuary Records - Formati: CD                                 | –           | –           | –           | –           | –           | –           | –           |                |
| 2008 | Lightning Strikes Again - Pubblicato il 13 maggio 2008 - Etichetta: Frontiers Records - Formati: CD                     | 133         | –           | –           | –           | –           | –           | –           |                |
| 2012 | Broken Bones - Pubblicato il 21 settembre 2012 - Etichetta: Frontiers Records - Formati: CD, download digitale          | 173         | –           | –           | –           | –           | –           | –           |                |
| 2023 | Heaven Comes Down - Pubblicato il 27 ottobre 2023 - Etichetta: Silver Lining Music - Formati: CD, LP, download digitale |             | –           | –           | –           | –           | –           | –           |                |

### Album dal vivo
| Anno | Titolo | Classifiche | Classifiche | Classifiche | Certificazioni |
| Anno | Titolo | US          | JPN         | SWE         | Certificazioni |
| ---- | --- | ----------- | ----------- | ----------- | -------------- |
| 1988 | Beast from the East - Pubblicato il 16 novembre 1988 - Etichetta: Elektra Records - Formati: LP, CD, MC                 | 33          | 27          | 47          | - US: Oro      |
| 1996 | One Live Night - Pubblicato il 12 novembre 1996 - Etichetta: CMC International - Formati: CD                            | –           | –           | –           |                |
| 2000 | Live from the Sun - Pubblicato il 18 aprile 2000 - Etichetta: CMC International - Formati: CD                           | –           | –           | –           |                |
| 2001 | Yesterday & Today - Pubblicato il 1º aprile 2001 - Etichetta: BMG - Formati: CD                                         | –           | –           | –           |                |
| 2003 | Japan Live '95 - Pubblicato il 9 settembre 2003 - Etichetta: Sanctuary Records - Formati: CD                            | –           | –           | –           |                |
| 2007 | From Conception: Live 1981 - Pubblicato il 13 marzo 2007 - Etichetta: Rhino Entertainment - Formati: CD                 | –           | –           | –           |                |
| 2018 | Return To The East Live (2016) - Pubblicato il 20 aprile 2018 - Etichetta: Frontiers Records - Formati: CD+DVD, Blu-Ray | –           | –           | –           |                |

### Raccolte
| Anno | Titolo                                                                                          |
| ---- | ----------------------------------------------------------------------------------------------- |
| 1994 | The Best of Dokken - Pubblicato il 10 giugno 1994 - Etichetta: Elektra Records                  |
| 1999 | The Very Best of Dokken - Pubblicato il 6 luglio 1999 - Etichetta: Rhino Entertainment          |
| 2002 | Then and Now - Pubblicato l'8 ottobre 2002 - Etichetta: Sanctuary Records                       |
| 2003 | Alone Again and Other Hits - Pubblicato il 10 ottobre 2003 - Etichetta: Rhino Entertainment     |
| 2004 | Change the World: An Introduction - Pubblicato l'11 ottobre 2004 - Etichetta: Sanctuary Records |
| 2006 | Rhino Hi-Five: Dokken - Pubblicato il 16 maggio 2006 - Etichetta: Rhino Entertainment           |
| 2006 | The Definitive Rock Collection - Pubblicato il 17 ottobre 2006 - Etichetta: Rhino Entertainment |
| 2010 | Greatest Hits - Pubblicato il 4 maggio 2010 - Etichetta: Cleopatra Records                      |

## Extended play
| Anno | Titolo                                                                    |
| ---- | ------------------------------------------------------------------------- |
| 1989 | Back in the Streets - Registrato nel 1979 - Etichetta: Repertoire Records |

## Singoli
| Anno | Singolo                 | Classifiche | Classifiche        | Classifiche | Album di provenienza        |
| Anno | Singolo                 | US          | US Mainstream Rock | UK          | Album di provenienza        |
| ---- | ----------------------- | ----------- | ------------------ | ----------- | --------------------------- |
| 1979 | Hard Rock Woman         | –           | –                  | –           | Nessun album di provenienza |
| 1983 | Breaking the Chains     | –           | 32                 | –           | Breaking the Chains         |
| 1984 | Into the Fire           | –           | 21                 | –           | Tooth and Nail              |
| 1984 | Just Got Lucky          | –           | 27                 | –           | Tooth and Nail              |
| 1985 | Alone Again             | 64          | 20                 | –           | Tooth and Nail              |
| 1985 | The Hunter              | –           | 25                 | –           | Under Lock and Key          |
| 1986 | In My Dreams            | 77          | 24                 | –           | Under Lock and Key          |
| 1986 | It's Not Love           | –           | –                  | –           | Under Lock and Key          |
| 1987 | Dream Warriors          | –           | 22                 | –           | Back for the Attack         |
| 1987 | Heaven Sent             | –           | –                  | –           | Back for the Attack         |
| 1987 | Burning Like a Flame    | 72          | 20                 | 78          | Back for the Attack         |
| 1988 | Prisoner                | –           | 37                 | –           | Back for the Attack         |
| 1988 | Walk Away               | –           | –                  | –           | Beast from the East         |
| 1995 | Too High to Fly         | –           | 29                 | –           | Dysfunctional               |
| 2004 | Escape                  | –           | –                  | –           | Hell to Pay                 |
| 2004 | Better Off Before       | –           | –                  | –           | Hell to Pay                 |
| 2008 | Standing on the Outside | –           | –                  | –           | Lightning Strikes Again     |
| 2010 | Almost Over             | –           | –                  | –           | Greatest Hits               |

## Album video
| Anno | Titolo e dettagli                                                    | Certificazioni |
| ---- | -------------------------------------------------------------------- | -------------- |
| 1986 | Unchain the Night - Etichetta: Asylum Records - Formati: VHS, DVD    | - US: Platino  |
| 1996 | One Live Night - Etichetta: CMC International - Formati: VHS, DVD    |                |
| 2000 | Live from the Sun - Etichetta: CMC International - Formati: DVD, VHS |                |
| 2003 | Japan Live '95 - Etichetta: Sanctuary Records - Formati: DVD         |                |